# Marco Porcio Catone (console 118 a.C.)
Marco Porcio Catone (in latino Marcus Porcius Cato; ... – 118 a.C.) è stato un politico romano.

## Biografia
Era il primo figlio di Marco Porcio Catone Liciniano ed Emilia Terzia, e quindi nipote di Marco Porcio Catone.
Come suo nonno, il Censore, fu un abile oratore, che ha lasciato dietro molti discorsi scritti.
Fu console nel 118 a.C. insieme a Quinto Marcio Re. Nello stesso anno fu inviato in Africa per gestire i problemi insorti in Numidia alla morte del re Micipsa e ivi morì.